# Arctotis hirsuta
Arctotis hirsuta es una especie de planta herbácea perteneciente a la familia Asteraceae. Es endémica de Sudáfrica.  

## Descripción
Es  especie anual robusta que alcanza un tamaño de hasta 450 mm de altura y diámetro. Es ligeramente carnosa con un tallo ramificado. Las hojas son finamente peludas, liradas (en forma de lira) para pinnatífidas  (divididas como plumas)  de hasta 200 mm de largo y, a menudo auriculadas (con lóbulos en forma de lóbulo en la base). Tiene varias cabezas de flores de aproximadamente 40 mm de diámetro, transmitidas en tallos frondosos. Los rayos florales son de color naranja, amarillos o de color crema, a veces con manchas de color púrpura en la base. Los floretes del disco son a menudo negros. Las brácteas involucrales que rodean las cabezas de las flores son finamente lanudas y dispuestos en tres filas. Las brácteas más ínternas tienen una punta transparente. La floración se produce de julio a octubre.

## Hábitat y distribución
Se encuentra en las laderas y los suelos de arena, a menudo a lo largo de la costa, en la Provincia del Cabo Occidental desde Elandsbaai a la planicie de Agulhas. 

## Taxonomía
Arctotis hirsuta fue descrita por (Harv.) Beauverd y publicado en Bulletin de la Société Botanique de Genève, Sér. 2 7: 46. 1915.